# Dmitri Walentinowitsch Lapikow
Dmitri Walentinowitsch Lapikow (russisch Дмитрий Валентинович Лапиков, wiss. Transliteration Dmitri Walentinowitsch Lapikow; * 4. Juni 1982 in Kaliningrad) ist ein russischer Gewichtheber.

## Karriere
Lapikows erste Seniorenweltmeisterschaften waren 2005 in Doha, wo er mit 408,0 kg (185,0/223,0 kg) im Schwergewicht bis 105 kg den vierten Platz belegte. Ein Jahr später gewann er in Santo Domingo mit 414,0 kg (194,0/220,0 kg) Silber hinter Marcin Dołęga, der 415,0 kg erzielte. 2007 gewann er mit 402,0 kg (185,0/217,0 kg) Bronze auf der EM in Straßburg.
Im Jahr 2009 wurde Lapikow Zweiter der Weltmeisterschaften in Bukarest in der Klasse bis 105 kg. In Goyang bewältigte er 416,0 kg (194,0/222,0 kg) im Zweikampf. Nach seinem ersten Stoßversuch mit 222,0 kg scheiterte er zweimal an 227,0 kg, welche aufgrund seines geringeren Körpergewichts Gold vor Dolega mit 421,0 kg bedeutet hätten.
Bei den russischen Meisterschaften im Juli 2010 in Kursk trat Lapikow erstmals im Superschwergewicht über 105 kg an. Hier konnte er mit 440,0 kg (200,0/240,0 kg) im Zweikampf den Titel gewinnen. Jewgeni Tschigischew war wegen einer kleinen Handverletzung nicht angetreten.

## Doping
Bei den Europameisterschaften 2011 in Kasan wurde Lapikow zunächst Erster. Hier konnte er jedoch sehr schnell als Dopingsünder überführt werden. Wegen der Einnahme von Methylhexanamin disqualifizierte ihn der Internationale Gewichtheber-Verband (IWF) und sprach eine Sperre vom 13. Mai 2011 bis zum 13. Mai 2013 aus. Dass Lapikow ein notorischer Wiederholungstäter war, stellte sich bei den Nachtests zur Olympiade 2008 in Peking heraus. Bereits damals hatte der Russe gedopt und sich einen dritten Platz mit Hilfe des Dopingmittels Stanozolol erschlichen. Die gewonnene Bronzemedaille wurde ihm aberkannt.

## Persönliche Bestleistungen
- Reißen: 200,0 kg in der Klasse über 105 kg bei den russischen Meisterschaften 2010 in Kursk
- Stoßen: 240,0 kg in der Klasse über 105 kg bei den russischen Meisterschaften 2010 in Kursk
- Zweikampf: 440,0 kg (200,0/240,0 kg) in der Klasse über 105 kg bei den russischen Meisterschaften 2010 in Kursk